# Роуэн из Рина
Роуэн из Рина (англ. Rowan of Rin) — детская фэнтези серия австралийской писательницы Эмили Родда. Книги получили широкое признание и были награждены различными литературными наградами.

## Описание
Зловещие и таинственные предсказания колдуньи Шебы - вот и всё, что есть у Роуэна, чтобы спасти свой народ. Трудно доказать людям, что ты чего-то стоишь. Особенно если для всех ты слабак, который боится собственной тени. Но приходит час, и беда сама выбирает героя, который справится с ней: к всеобщему изумлению, только недотёпе Роуэну оказываются по плечу все испытания. Чтобы спасти родную деревню Рин, Роуэн учится побеждать не только врагов, но в первую очередь свой страх и слабость.

## Книги
1. Роуэн из Рина / Rowan of Rin (1993)
2. Роуэн и бродники / Rowan and the Travellers (1994)
3. Роуэн и Хранитель Кристалла / Rowan and the Keeper of the Crystal (1996)
4. Роуэн в стране Зиба / Rowan and the Zebak (1999)
5. Роуэн и букшахи / Rowan of the Bukshah (в некоторых странах издано под названием Rowan and the Ice Creepers)
- Rowan and the Journey (2004) — сборник из всех пяти книг

### На русском языке
- Роуэн из Рина (Роуэн из Рина, Роуэн и бродники, Роуэн и Хранитель Кристалла) (2007)
- Роуэн — ученик колдуньи (Роуэн в стране Зиба, Роуэн и букшахи) (2007)

## Награды
- 1994 — Children’s Book Council of Australia (CBCA): Book of the Year for Younger Readers — Rowan of Rin
- 1997 — CBCA: Honour Book for Younger Readers — Rowan and the Keeper of the Crystal
- 1999 — Dymock’s Children’s Choice Awards: Favourite Australian Younger Reader Book — Rowan of Rin Series